# Mistrzostwa Świata w Kajakarstwie 2007
Mistrzostwa Świata w Kajakarstwie  odbyły się w dniach 9-12 sierpnia 2007 w Duisburgu (Niemcy).

## Tabela medalowa
| Miejsce | Państwo         | Złoto | Srebro | Brąz | Razem |
| ------- | --------------- | ----- | ------ | ---- | ----- |
| 1.      | Niemcy          | 9     | 6      | 3    | 18    |
| 2.      | Węgry           | 9     | 3      | 6    | 18    |
| 3.      | Słowacja        | 1     | 2      | 1    | 4     |
| 4.      | Białoruś        | 1     | 2      | 0    | 3     |
| 5.      | Rosja           | 1     | 1      | 2    | 4     |
| 6.      | Rumunia         | 1     | 1      | 1    | 3     |
| 7.      | Wielka Brytania | 1     | 1      | 0    | 2     |
| 7.      | Kanada          | 1     | 1      | 0    | 2     |
| 9.      | Francja         | 1     | 0      | 1    | 2     |
| 9.      | Hiszpania       | 1     | 0      | 1    | 2     |
| 11.     | Ukraina         | 1     | 0      | 0    | 1     |
| 12.     | Polska          | 0     | 3      | 4    | 7     |
| 13.     | Serbia          | 0     | 2      | 2    | 4     |
| 14.     | Finlandia       | 0     | 2      | 0    | 2     |
| 15.     | Litwa           | 0     | 1      | 2    | 3     |
| 16.     | Chiny           | 0     | 1      | 1    | 2     |
| 17.     | Kuba            | 0     | 1      | 0    | 1     |
| 18.     | Słowenia        | 0     | 0      | 1    | 1     |
| 18.     | Norwegia        | 0     | 0      | 1    | 1     |
| 18.     | Szwecja         | 0     | 0      | 1    | 1     |
| Razem   | Razem           | 27    | 27     | 27   | 81    |

## Medaliści

### Mężczyźni

#### Kanadyjki
| Konkurencja | Złoto                                                                         | Czas     | Srebro                                                                        | Czas     | Brąz                                                                                           | Czas     |
| C-1 200 m   | Jurij Czeban                                                                  | 40,323   | Maksim Opalew                                                                 | 40,407   | Jevgenijus Šuklinas                                                                            | 40,539   |
| C-1 500 m   | David Cal Figueroa                                                            | 1:47,187 | Andreas Dittmer                                                               | 1:47,383 | Wenjung Yang                                                                                   | 1:47,545 |
| C-1 1000 m  | Attila Vajda                                                                  | 4:08,563 | Marián Ostrčil                                                                | 4:10,685 | David Cal Figueroa                                                                             | 4:11,057 |
| C-2 200 m   | Rosja · Jewgienij Ignatiew · Iwan Sztyl                                       | 36,913   | Niemcy · Christian Gille · Tomasz Wylenzek                                    | 37,191   | Litwa · Tomas Gaideikis · Raimundas Labuckas                                                   | 37,407   |
| C-2 500 m   | Węgry · György Kozmann · György Kolonics                                      | 1:40,501 | Rumunia · Iosif Chirilă · Andrei Cuculici                                     | 1:40,991 | Niemcy · Christian Gille · Tomasz Wylenzek                                                     | 1:41,501 |
| C-2 1000 m  | Niemcy · Christian Gille · Tomasz Wylenzek                                    | 3:46,627 | Kuba · Serguey Torres · Karel Aguilar                                         | 3:47,591 | Polska · Wojciech Tyszyński · Paweł Baraszkiewicz                                              | 3:48,103 |
| C-4 200 m   | Węgry · Gábor Horváth · Péter Balázs · Márton Joób · Pál Sarudi               | 34,297   | Rosja · Jewgienij Dorochin · Nikołaj Lipkin · Jewgienij Ignatiew · Iwan Sztyl | 34,365   | Białoruś · Dzmitri Rabczanka · Dzmitri Wajczikin · Kanstantin Szczarbak · Aliaksandr Wałczeski | 34,533   |
| C- 4500 m   | Węgry · Péter Balázs · Gábor Horváth · Márton Joób · Pál Sarudi               | 1:31,265 | Niemcy · Robert Nuck · Sebastian Brendel · Thomas Lück · Stefan Holtz         | 1:31,497 | Rumunia · Loredan Popa · Ciprian Popa · Nicolae Flocea · Florin Mironcic                       | 1:31,879 |
| C-4 1000 m  | Rumunia · Iosif Chirilă · Andrei Cuculici · Silviu Simioncencu · Loredan Popa | 3:23,325 | Niemcy · Robert Nuck · Erik Leue · Thomas Luck · Stefan Holtz                 | 3:24,619 | Węgry · Marton Metka · Robert Mike · Matyas Safran · Gabor Balazs                              | 3:24,935 |

#### Kajaki
| Konkurencja | Złoto                                                                       | Czas     | Srebro                                                                                       | Czas     | Brąz                                                                                   | Czas     |
| K-1 200 m   | Jonas Ems                                                                   | 35,275   | Vytautas Vaicikonis                                                                          | 35,683   | Gergely Gyertyanos                                                                     | 36,019   |
| K-1 500 m   | Adam van Koeverden                                                          | 1:36,279 | Tim Brabants                                                                                 | 1:36,607 | Marek Twardowski                                                                       | 1:36,661 |
| K-1 1000 m  | Tim Brabants                                                                | 3:40,113 | Adam van Koeverden                                                                           | 3:40,675 | Eirik Veraas Larsen                                                                    | 3:41,645 |
| K-2 200 m   | Białoruś · Raman Piatruszenka · Wadzim Machnieu                             | 32,251   | Niemcy · Ronald Rauhe · Tim Wieskötter                                                       | 32,597   | Serbia · Ognjen Filipović · Dragan Zorić                                               | 32,993   |
| K-2 500 m   | Niemcy · Ronald Rauhe · Tim Wieskötter                                      | 1:27,709 | Białoruś · Raman Piatruszenka · Wadzim Machnieu                                              | 1:27,873 | Węgry · Zoltán Kammerer · Gabor Kucsera                                                | 1:29,527 |
| K-2 1000 m  | Francja · Philippe Colin · Cyrille Carre                                    | 3:24,683 | Polska · Adam Seroczyński · Mariusz Kujawski                                                 | 3:24,891 | Węgry · Zoltán Kammerer · Gabor Kucsera                                                | 3:26,579 |
| K-4 200 m   | Węgry · Viktor Kadler · István Beé · Gergely Boros · Balázs Babella         | 30,715   | Serbia · Ognjen Filipović · Dragan Zorić · Bora Sibinkić · Milan Djenadić                    | 30,735   | Rosja · Stiepan Szewczuk · Anton Wasiliew · Konstantin Wiszniakow · Siergiej Chowański | 30,913   |
| K-4 500 m   | Słowacja · Richard Riszdorfer · Michal Riszdorfer · Juraj Tarr · Erik Vlček | 1:20,045 | Białoruś · Stanislau Strelczanka · Dzianis Żyhadła · Siarhiej Findziukiewicz · Rusłan Biczan | 1:20,733 | Węgry · Marton Sik · Attila Boros · Attila Csamango · Gabor Bozsik                     | 1:21,651 |
| K-4 1000 m  | Niemcy · Lutz Altepost · Norman Bröckl · Marco Herszel · Björn Goldschmidt  | 3:04,369 | Polska · Marek Twardowski · Tomasz Mendelski · Paweł Baumann · Adam Wysocki                  | 3:04,719 | Słowacja · Richard Riszdorfer · Michal Riszdorfer · Juraj Tarr · Erik Vlček            | 3:05,625 |

### Kobiety

#### Kajaki
| Konkurencja | Złoto                                                                              | Czas     | Srebro                                                                   | Czas     | Brąz                                                                                    | Czas     |
| K-1 200 m   | Natasa Janics                                                                      | 40,835   | Anne Rikala                                                              | 41,069   | Špela Ponomarenko                                                                       | 41,243   |
| K-1 500 m   | Katalin Kovács                                                                     | 1:48,663 | Anne Rikala                                                              | 1:49,225 | Katrin Wagner-Augustin                                                                  | 1:49,399 |
| K-1 1000 m  | Katalin Kovács                                                                     | 4:06,823 | Frederike Leue                                                           | 4:08,937 | Sofia Paldanius                                                                         | 4:10,901 |
| K-2 200 m   | Niemcy · Fanny Fischer · Nicole Reinhardt                                          | 37,339   | Słowacja · Ivana Kmeťová · Martina Kohlová                               | 37,921   | Polska · Marta Walczykiewicz · Dorota Kuczkowska                                        | 38,697   |
| K-2 500 m   | Niemcy · Fanny Fischer · Nicole Reinhardt                                          | 1:40,275 | Węgry · Tímea Paksy · Dalma Benedek                                      | 1:40,963 | Francja · Anne Laure Viard · Marie Delattre                                             | 1:41,719 |
| K-2 1000 m  | Niemcy · Gesine Ruge · Judith Hoermann                                             | 3:45,933 | Polska · Ewelina Wojnarowska · Małgorzata Chojnacka                      | 3:47,142 | Węgry · Danuta Kozák · Gabriella Szabó                                                  | 3:49,174 |
| K-4 200 m   | Niemcy · Carolin Leonhardt · Conny Waßmuth · Katrin Wagner-Augustin · Maren Knebel | 35,459   | Węgry · Tímea Paksy · Katalin Kovács · Krisztina Fazekas · Melinda Patyi | 35,617   | Serbia · Miljana Knežević · Antonija Panda · Renata Kubik · Marta Tibor                 | 36,569   |
| K-4 500 m   | Niemcy · Carolin Leonhardt · Conny Waßmuth · Katrin Wagner-Augustin · Maren Knebel | 1:37,145 | Węgry · Tímea Paksy · Katalin Kovács · Krisztina Fazekas · Dalma Benedek | 1:37,951 | Polska · Monika Borowicz · Aneta Konieczna · Małgorzata Chojnacka · Ewelina Wojnarowska | 1:38,103 |
| K-4 1000 m  | Węgry · Tímea Paksy · Krisztina Fazekas · Alexandra Keresztesi · Dalma Benedek     | 3:13,625 | Chiny · Wang Feng · Lamei Yu · Yali Yang · Jing He                       | 3:13,971 | Niemcy · Gesine Ruge · Frederike Leue · Martina Schuck · Judith Hoermann                | 3:15,025 |